# Platypalpus anomalitarsis
Platypalpus anomalitarsis is een vliegensoort uit de familie van de Hybotidae. De wetenschappelijke naam van de soort is voor het eerst geldig gepubliceerd in 1974 door Chvala & Kovalev.